# Джиммі Гаррісон
Джи́ммі Га́ррісон (англ. Jimmy Garrison), повне ім'я Джеймс Е́морі Га́ррісон (англ. James Emory Garrison; 3 березня 1934, Маямі, Флорида — 7 квітня 1976, Нью-Йорк) — американський джазовий контрабасист. Працював з Джоном Колтрейном і Орнеттом Коулменом.

## Біографія
Народився 3 березня 1934 року в Маямі, Флорида. У 10 років переїхав удо Філадельфії. У школі грав на кларнеті, однак потім перейшов на контрабас. Після закінчення школи почав працювати з місцевими гуртами, в яких грали Боббі Тіммонс, Джиммі Гіт.
У 1958 році переїхав у Нью-Йорк, де грав з Філлі Джо Джонсом, Ленні Трістано, Бенні Голсоном, Кертісом Фуллером, Кенні Доргемом, Біллом Евансом. У 1960 році знову приєднався до Джонса. Працював з Орнеттом Коулменом в клубі Five Spot; у 1961 році вирушив на гастролі по США. Його першим записом з Коулменом став Art of the Improvisers (Atlantic, 1959). У 1961—1966 роках був ключовим учасником гурту Джона Колтрейна, у студії та на концертах; гастролював з гуртом Колтрейна за кордоном. У 1960 році записав з Колтрейном альбом My Favorite Things (Atlantic). Також у цей час записувався з Келом Мессі, Волтером Бішопом, мол., Доргемом та ін.
Після того як Колтрейн помер у липні 1967 року, очолив гурт разом Гемптоном Гейвсом (1966), грав з Арчі Шеппом (1967—68), включаючи гастролі в Європі; з тріо Елвіна Джонса (1968—69). У 1970—71 роках викладав у Беннінгтонському коледжі та Весліанському університеті. Грав з Еліс Колтрейн (1972), знову приєднався до Елвіна Джонса (1973—74). У 1974 році його кар'єра була перервана у зв'язку з вадою руки, пізніше переніс операцію на легенях (1975).
Помер 7 квітня 1976 року в Нью-Йорку від раку легень у 42 роки.
Автор композицій «Tapestry in Sound», «Ascendant» та «Sweet Little Maia».

## Дискографія
- Illumination! (Impulse!, 1963) з Елвіном Джонсом